# Boulevard (wegtype)

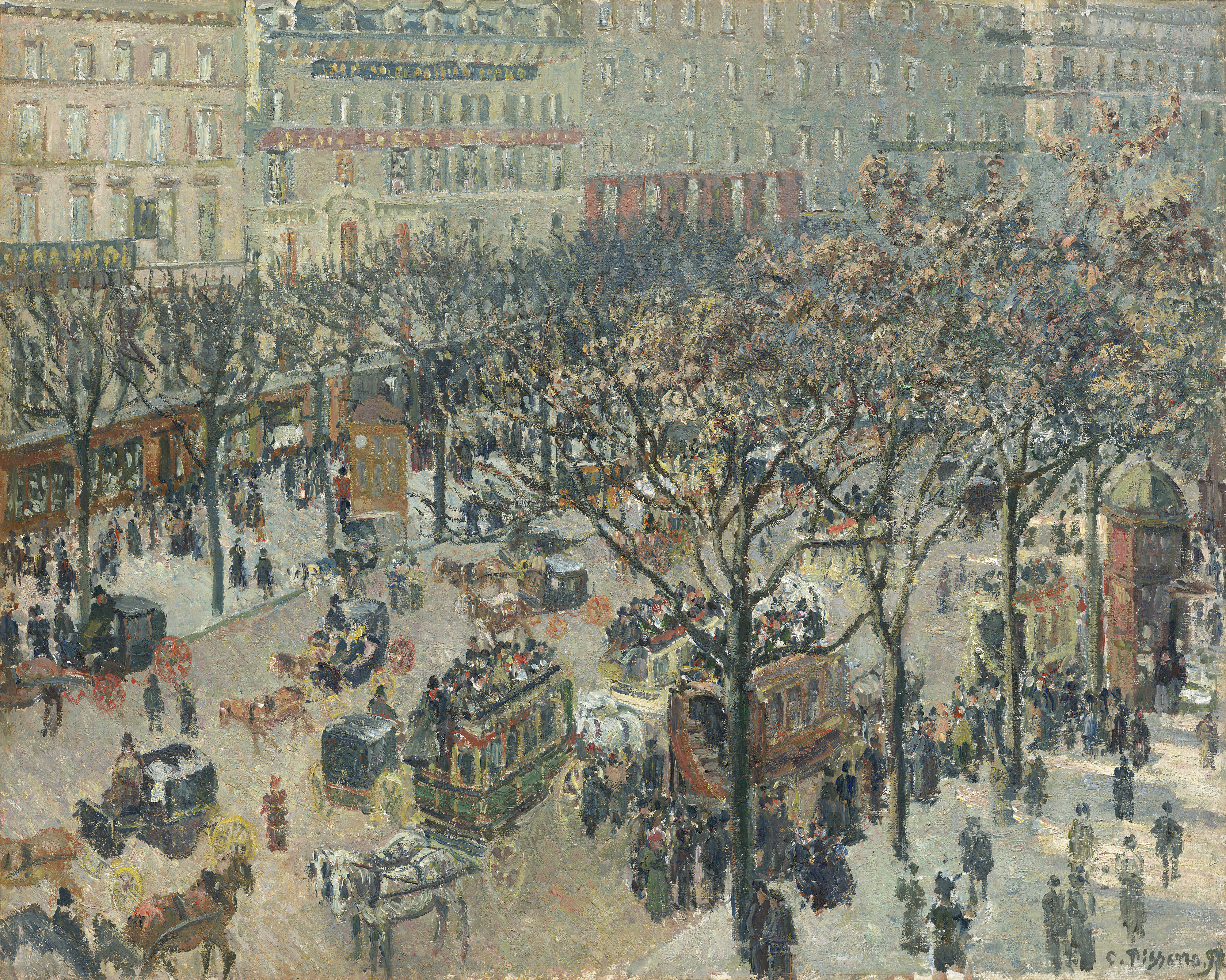
Camille Pissarro (1897): de boulevard des Italiens in Parijs

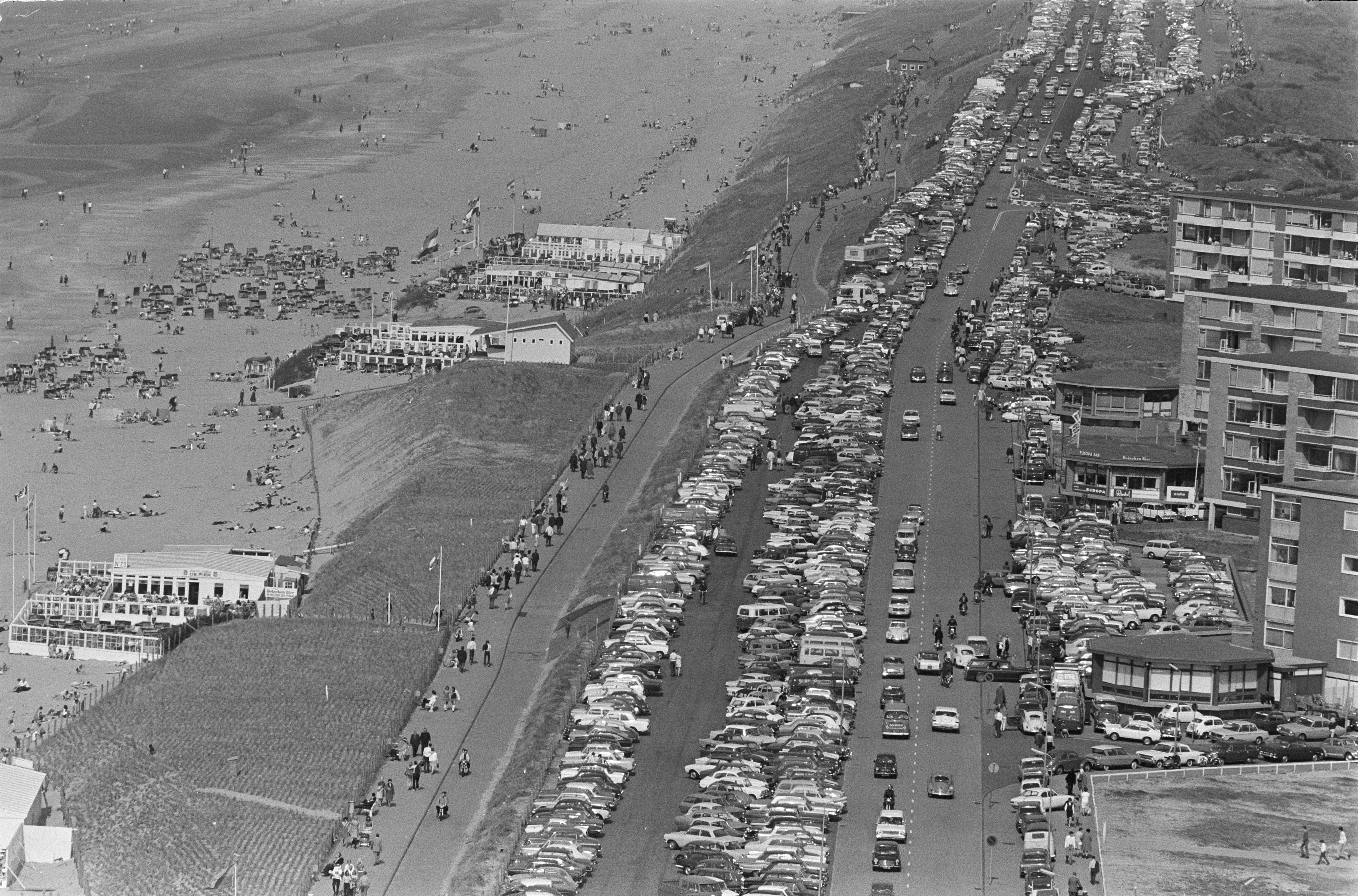
Boulevard in Zandvoort, 1969

Een boulevard is een lange, brede, gewoonlijk met rijen bomen beplante straat in een stedelijke omgeving. In Nederland wordt dit veelal een laan genoemd. Een verschil met boulevards is dat lanen ook buiten het stedelijk gebied voorkomen.
In Nederland wordt met boulevard een weg aan de kust of soms ook grote rivieren aangeduid, waar geflaneerd kan worden, zoals de boulevards van Scheveningen en Zandvoort, of de Maasboulevard in Rotterdam en Maastricht. In België heet zo'n wandelpromenade gewoonlijk dijk of zeedijk, of promenade zoals de Albert I Promenade in Oostende. 

## Etymologie
Het woord komt uit het Frans en is daarin oorspronkelijk een vervorming van het Nederlandse woord bolwerk.